# Cedynia (stad)
Cedynia (Duits: Zehden) is een stad in het Poolse woiwodschap West-Pommeren, gelegen in de powiat Gryfiński. De oppervlakte bedraagt 1,67 km², het inwonertal 1648 (2005).
De stad is vermoedelijk de locatie van de slag bij Cedynia, die in 972 plaatsvond.

## Geboren
- Artur Krasiński (1971), Pools wielrenner